# Rézcső

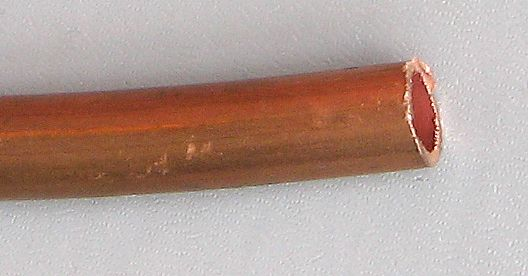
Egy rézcső vége

A rézcső rézből (vagy rézötvözetből) készült cső.

## A gyártásszabványai

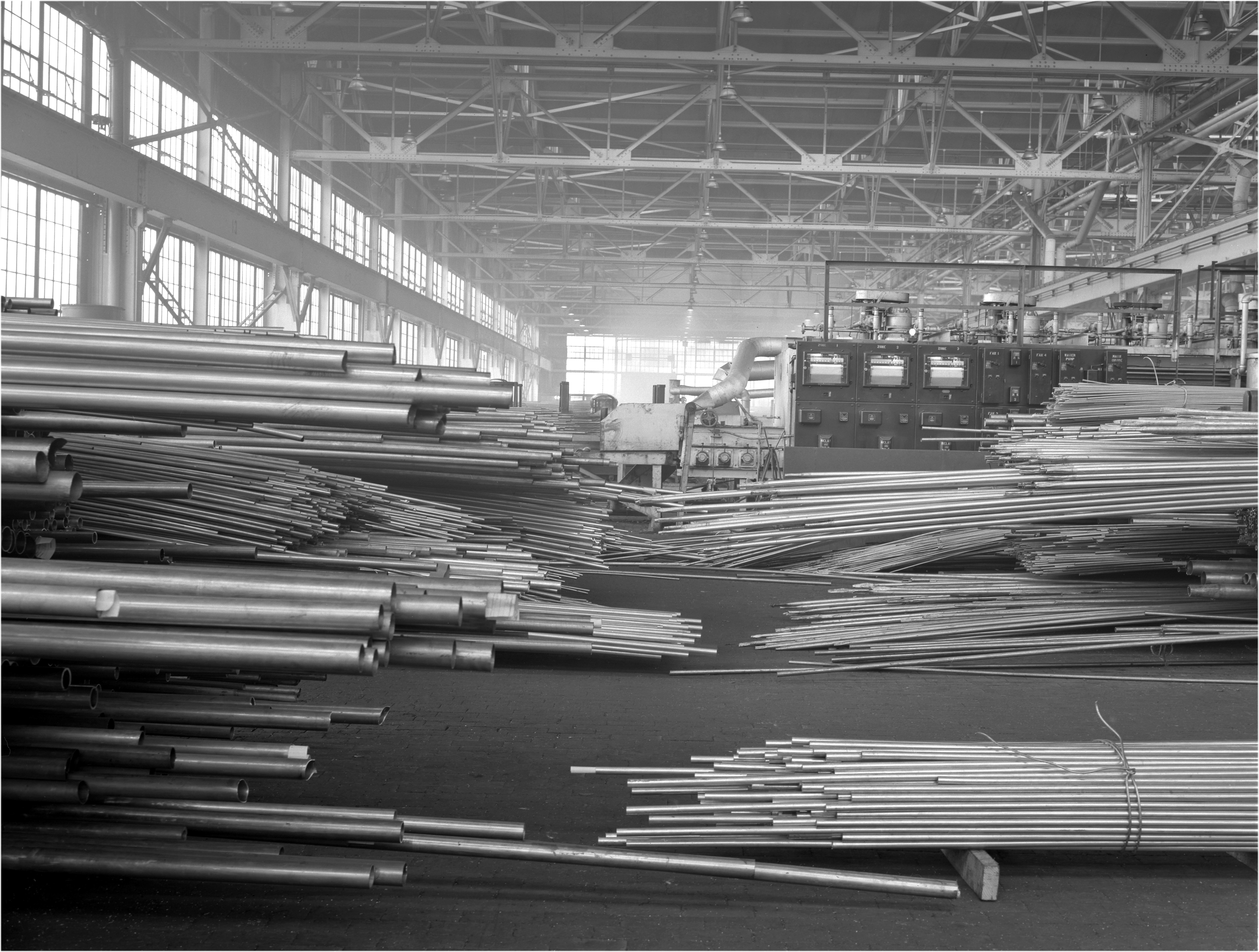
Rézcsövek gyártása

- MSZ EN 1057:2006 +A1:2010 (Réz és rézötvözetek. Varrat nélküli, kör szelvényű rézcsövek vízhez és gázhoz, egészségügyi és fűtési alkalmazásra)
- MSZ EN 12735-1:2011 (Réz és rézötvözetek. Hűtők és légkondicionálók varratmentes rézcsövei. 1. rész: A csővezeték csövei)
- MSZ EN 12735-2:2011, (Réz és rézötvözetek. Hűtők és légkondicionálók varratmentes rézcsövei. 2. rész: A berendezés csövei)
- MSZ EN 13348:2009 (Réz és rézötvözetek. Varrat nélküli, kör szelvényű rézcsövek orvosi gázokhoz vagy vákuumhoz)
- MSZ EN 12449:2012, (Réz és rézötvözetek. Varratmentes, kör szelvényű, általános célú csövek)
- MSZ EN 12451:2012, (Réz és rézötvözetek. Varrat nélküli, kör szelvényű csövek hőcserélőkhöz)
- MSZ EN 12452:2012, (Réz és rézötvözetek. Varrat nélküli, hengerelt, bordás csövek hőcserélőkhöz)
- MSZ EN 12450:2013, „Réz és rézötvözetek. Varratmentes, kör szelvényű, forrasztható rézcsövek” (ez a szabvány a kapilláris rézcsövekről rendelkezik), angol címe: Copper and copper alloys. Seamless, round copper capillary tubes

A rézcsövek gyártása izzó réztuskók rögzített tüskén történő meleghengerlésével vagy melegsajtolásával kezdődik. A további munkafázisok több lépésben történő hideghúzásokból állnak, miközben repülődugót használnak a belső átmérő beállításához. Ily módon történik a varratmentes, kör keresztmetszetű csövek gyártása. A réz szilárdsága hidegalakítással növelhető és hevítéssel ismét csökkenthető. Lágy és félkemény csövek előállításához a szilárdság közbenső hőkezeléssel, majd ezt követő hidegalakítással tudatosan beállítható.

## Alkalmazási területei
- MSZ EN 1057 szerinti rézcső (épületgépészeti cső): ivóvízszerelés (hideg és meleg), radiátoros fűtés, padlófűtés, földgáz és PB-gáz, fűtőolaj, sűrített levegő, szolárrendszerek
- MSZ EN 12735 szerinti rézcső (klímacső): klímaberendezések, hűtők szereléséhez, speciálisan tisztított belső felülettel
- MSZ EN 13348 szerinti cső (orvosi gázokhoz): speciális tisztasági igényű orvosi gázok vezetéséhez, pl. oxigén, nitrogén, orvosi sűrített levegő, argon, nitrogén-dioxid.

## Nem vezethető rézcsőben
- acetilén (C2H2) – robbanásveszélyes!
- foszgén (COCl2)
- Csak teljesen száraz gáz formájában szállítható: ammónia (NH3), klórgáz (Cl2), kén-hidrogén (H2S), sósav (HCl) és a kén-dioxid (SO2)

## Rézcsövek alapanyaga
Foszforral dezoxidált, nagy tisztaságú réz, Cu + Ag tartalom min. 99,90%, foszfortartalom: 0,015%<P<0,040%. Ezen anyagminőség jele a Cu-DHP vagy CW024A.

## Jelölése, méretei, típusai
Az épületgépészetben (ivóvíz-, fűtés- és gázszerelés) használatos rézcsöveken legfeljebb 600 mm távolságonként el nem távolítható módon az alábbi felöléseket kell feltüntetnie a gyártóknak: Termék (gyártó) megnevezése, EN 1057 szabvány, a szilárdsági állapot, külső átmérő × falvastagság. Szabvány szerint a rézcsöveket 6 – 267 mm külső átmérőtartományban gyártják, különböző falvastagságokkal. A szereléshez leggyakrabban használt méretek mm-ben (külső átmérő × falvastagság): 15×1, 18×1, 22×1, 28×1,5. Gázszereléshez magyar előírások szerint kötelező a minimum 1 mm-es falvastagság, ivóvízhez ajánlott (nincs kötelező érvényű magyar előírás), fűtésszereléshez lehet kisebb falvastagságú csövet is használni - pl. 15×08mm.
A rézcsövek szilárdsági állapot szerint:
- Lágy (R220) rézcső – 6–22 mm külső átmérőtartományban gyártják, 50 m-es (esetleg 25 m) tekercsben szállítják, könnyen hajlítható.
- Félkemény (R250) rézcső – 6–159 mm külső átmérőtartományban gyártják, 5 m-es szálban szállítják, állékony cső, falon kívüli szerelésre és alkalmas.
- Kemény (R290) rézcső – 6–267 mm külső átmérőtartományban gyártják, 5 m-es szálban szállítják, állékony cső, falon kívüli szerelésre és alkalmas, csak szerszámmal, melegen hajlítható.

A kereskedelmi forgalomban kapható bevonat nélküli, műanyagbevonatos és gyárilag hőszigeteléssel ellátott rézcső. A bevonat nélküli csövet mindenekelőtt falsík előtti szereléshez használjuk, a műanyagbevonat védi a csövet a külső, agresszív hatásoktól – pl. vakolat alatti szerelésnél ajánlott ezt használni, mert a vakolóanyag tartalmazhat korrozív anyagokat (pl. ammóniumtartalmú kötésgyorsítók). A műanyagbevonat bizonyos mozgást is biztosít a csőnek, ez a hőtágulás kiegyenlítése szempontjából fontos. A gyárilag előszigetelt csöveket meleg médiumok (melegvíz, fűtés) szállításánál használjuk, az energiaveszteség minimalizálása végett.

## Rézcsövek szerelése
Megkülönböztetünk oldható és oldhatatlan kötéseket.
Oldható kötéseknél az egyes alkatrészek szétválaszthatók és újra összeköthetők. Akkor alkalmazzák, ha egy későbbi időpontban a kötést oldani kell, mint például szivattyúknál, csaptelepeknél vagy hőcserélőknél, amikor azokat javítani vagy karbantartani kell. Oldhatatlan kötést alkalmaznak, ha későbbi oldás nem várható.
| Kötéstechnikák                   | Kötéstechnikák         |
| -------------------------------- | ---------------------- |
| Oldhatatlan kötések              | Oldható kötések        |
| Lágyforrasztás, keményforrasztás | Menetes kötés          |
| Hegesztéses kötés                | Gyorscsatlakozós kötés |
| Présidomos kötés                 | Karimás csőkötés       |
| Roppanógyűrűs kötés              |                        |

A rézcsövek leggyakoribb kötésmódja az épületgépészetben a kapilláris forrasztás. Rézcsöveket kétféle eljárással lehet forrasztani:
- Lágyforrasztás
- Keményforrasztás

A kemény-és lágyforrasztás megkülönböztetése a munkahőmérséklet alapján történik. A munkahőmérséklet az a hőmérséklet, amelynél a felhasznált forraszanyag megfolyik, bevonja a felületet és köt. 
Miután a felhasznált forraszanyagnál különböző elemekből álló ötvözetekről van szó, a forraszanyag olvadáspont tartománnyal rendelkezik, vagyis a tiszta fémekkel ellentétben nincs meghatározott olvadáspontja. 
A munkahőmérséklet a forraszanyag felső olvadáspontjának közelében van. A keményforrasztásnál a munkahőmérséklet 450 °C fölött, lágyforrasztásnál 450 °C alatt helyezkedik el.
Különböző munkahőmérsékletekkel a forrasztott kötés különböző mechanikai tulajdonságai is adódnak. A keményforrasztott kötés nagyobb nyírószilárdságot eredményez, és magasabb üzemi hőmérsékletet tesz lehetővé, mint a lágyforrasztott kötés. A kémény és félkemény rézcsövek lényegében elvesztik keményforrasztás során szilárdságukat, miután a magas munkahőmérséklet révén kilágyulnak.
Keményforrasztást kell alkalmazni: 
- Gáz-, folyékony gáz- és fűtőolaj vezetékek szerelése esetén
- 110 °C -nál magasabb üzemi hőmérséklet fölött dolgozó vezetékeknél (pl. napenergia- vagy forróvíz előállító berendezéseknél)
- esztrich-ben fektetett padlófűtési csöveknél

Lágyforrasztást kell alkalmazni:
- ivóvíz installációs csővezetékeknél, 28 mm-ig (bezárólag) terjedő átmérőtartományban

Minden más esetekben mind lágy-, mind keményforrasztás alkalmazható.

## Külső hivatkozások
- Rézcsőinfó.hu– Amit a rézcsövekről tudni érdemes
- http://users.atw.hu/epeszgepesz/Rez/szakszeruszereles.pdf